# Битва при Монсеррате
Во время битвы при Монсеррате (29 июля 1811 года) отряд испанских нерегулярных войск под предводительством Хоакина Ибаньеса, барона де Эролеса, защищал гору Монсеррат от двух имперских французских дивизий под командованием маршала Луи Габриэля Сюше. Это незначительное сражение произошло во время Пиренейских войн, являющихся частью наполеоновских войн. Боевые действия велись возле монастыря Монсеррат, который находится на горе в 36 километрах к северо-западу от Барселоны, Каталония, Испания.

## Предыстория
С падением Жироны и Лериды в 1810 году начался отвод Армии Каталонии в Таррагону. Добившись капитуляции Тортосы после шести дней осады, Сюше вернулся на север, чтобы осадить одну из последних крепостей, всё ещё находящихся в руках испанцев в Каталонии. В битве при Эль-Пла Маркиз Камповерде смог разгромить часть авангарда армии, которая хотела захватить Вальс.
Император ограничил сферу деятельности Жака Макдональда северной Каталонией, и приказал ему направить своё войско в 17 тыс. человек на помощь Сюше, которому за захват Таррагоны пообещал маршальский жезл. Сюше завершил реорганизацию армии и направился в Таррагону в апреле 1811 года, в то время как 7-й корпус Макдональда был размещён в Фигерасе, где микелеты Франсеска Ровиры захватили замок Сан-Ферран.
28 июня 1811 года осада Таррагоны закончилась, когда войска Сюше успешно штурмовали верхний город, а 10 июля маркиз Камповерде был заменён Луисом Роберто де Ласи.
С падением Таррагоны Сюше уничтожил большинство испанских регулярных сил в северо-восточной Испании. После окончания осады новоиспечённый маршал взял дивизии Луи Франсуа Феликса Мюнье и Бернара Жоржа Франсуа Фрера, чтобы расчистить дорогу Лерида-Барселона от каталонских микелетов. Партизанская база, основавшаяся в монастыре Монсеррат рядом с дорогой, уже три году бросала вызов французам.

## Битва
25 июля 1811 года Сюше отправил солдат бригады Луи Жана Николя Аббе вверх по горной тропе, в то время как его оставшиеся войска контролировали другие возможные пути побега. Французы захватили партизанскую базу и её артиллерию, но большинство микелетов избежали захвата.

## Итог
Сюше установил на горе итальянский гарнизон. В сентябре Ласи реорганизовал армию Каталонии из 8 тыс. человек в три слабые дивизии под командованием генералов Эролеса, Сарсфельда и Франсиско Миланса дель Боша, и при поддержке Королевского флота 12 сентября Ласи захватил острова Медес, а после захвата Сервере в середине октября испанскими войсками Луиса де Ласи имперские войска отступили.
19 августа 1811 года гарнизон замка Сан-Ферран сложил оружие. После того, как Каталония оказалась в руках Наполеона, кампания продолжилась, чтобы вновь захватить Теруэль, который попал в руки повстанцев во время осады Таррагоны. Сагунто пал 25 октября 1811 года, а Валенсия — 14 января 1812 года.
Доминирование Франции на Пиренейском полуострове продлилось до середины 1812 года, когда после отвода Наполеоном войск для кампании в России союзники перехватили инициативу, победив в битве при Саламанке 22 июля 1812 года и в течение 1813 года начав продвигаться к Пиренеям, одержав победу над французами в битвах при Витории 21 июня и при Сан-Марсиаль 31 августа.